# Дабиновка (Кобелякский район)
Дабиновка (укр. Дабинівка) — село,
Комендантовский сельский совет,
Кобелякский район,
Полтавская область,
Украина.
Код КОАТУУ — 5321883802. Население по переписи 2001 года составляло 240 человек.

## Географическое положение
Село Дабиновка находится на левом берегу реки Кобелячек,
выше по течению на расстоянии в 1,5 км расположено село Криничное,
ниже по течению на расстоянии в 2 км расположено село Комендантовка.
На расстоянии в 1 км расположено село Порубаи.
По селу протекает пересыхающий ручей с запрудой.

## Экономика
- Молочно-товарная ферма.